# Cinéfête
Die Cinéfête ist ein französisches Jugendfilmfestival, das jedes Jahr in rund 120 deutschen Kinos auf Tournée geht und mehr als 100.000 Schülern einen Einblick in französische Kultur und Filmkunst bietet.

## Geschichte
Erstmals fand das Festival im Jahr 2000 in Vorgriff auf das Europäische Jahr der Sprachen (2001) statt. Damals wurde es von der Französischen Botschaft in Berlin zusammen mit dem Institut français veranstaltet. Seit 2004 wird die Organisation des jährlichen Festivals vom Institut français und der AG Kino übernommen. In der Hauptstadt findet das Festival ergänzend zu der Französischen Filmwoche Berlin statt.
Jedes Jahr werden rund acht französischsprachige Filme ausgewählt und als Festivalselektion deutschen Kinos bereitgestellt. Dort werden sie ausschließlich in untertiteltem Originalton vorgeführt und ermöglichen so besuchenden Schülern, ein praktisches Gefühl für fremde Sprachen, sowie die Unterschiede zwischen Kulturen zu bekommen. Zusätzlich ist es Ziel der Cinéfête, durch die Auswahl von qualitativ wertvollen Filmen, die die Schüler direkt ansprechen, das Interesse für Kino und Filmkunst zu wecken. 
Um die pädagogische Vor- und Nachbereitung der Filme zu unterstützen, werden zu jedem Film umfassende pädagogische Dossiers herausgegeben, die von Lehrern im Unterricht genutzt werden können. 

## Weblink
- Cinéfête (Institut français)